# Giuseppe Mor
Giuseppe Mor, detto Bepi (Trento, 29 marzo 1853 – 27 febbraio 1923), è stato un poeta dialettale italiano.
Giuseppe Cesare Gaspare Mor nasce a Trento in località Portella il 29 marzo 1853. Il padre muore quando Giuseppe ha solo un anno e nove mesi; la madre, levatrice, provvede alle cure dei figli permettendo loro di studiare.

## Biografia
Della propria infanzia Mor dirà: «Io era il diavolo folletto per mia madre in casa e la disperazione dei maestri in iscuola». È proprio a scuola che il giovane Giuseppe si esercita nei primi componimenti poetici: versi dialettali a sfondo goliardico il cui scopo è canzonare i maestri più incapaci.
Abbandona gli studi a quindici anni per via di un malore; senza smettere lo studio dei classici («Ero poi matto per [...] Dante Alighieri, Ariosto, Petrarca, Tasso e tanti altri») comincia a guadagnarsi da vivere in vario modo. Con il 1890 è assunto stabilmente in qualità di direttore, disegnatore e computista «nell'ebanisteria meccanica del falegname Ferdinando Wolf [...] Per quanto [...] stanco del lavoro giornaliero, posso dire che [...] furono rarissime le volte ch'io lasciassi di trascorrere le 24 ore senza più o meno dedicarmi alla poesia».
Esordisce nel 1885 sul numero unico di "El Vigili" con il sonetto L'invit ai Trentini. Comincia a pubblicare, sempre in dialetto, sul "Popolo Trentino". Nel 1907 scrive in tre mesi il Figaro su, Figaro giù, raccolta di cento sonetti con tema la giornata di un barbiere.
Nel 1922 la libreria editrice Marcello Disertori pubblica in volume alcuni componimenti di Mor: la raccolta s'intitola Versi Trentini ed è illustrata dal dott. Enrico Quaresima.
Dopo aver collaborato intensamente alla vita culturale della sua città (porterà a Trento poeti dialettali del calibro di Trilussa e Barbarani) Giuseppe Mor muore il 27 febbraio del 1923: con lui viene meno una voce importante nel panorama tridentino di fine Ottocento e inizio Novecento; più volte nei suoi versi aveva manifestato critiche satiriche al governo imperiale.
Le citazioni di Mor sono tratte da una lettera a Cesare Bernardi del 27 dicembre 1910. La si può leggere in Aldo Bertoluzza (1988), Giuseppe Mor padre della poesia dialettale trentina, Dossi Editore, Trento.

## Opere
- Giuseppe Mor, Figaro su, Figaro giù! : collana di 100 sonetti in dialetto trentino, Trento, Tipografia artistica tridentina, 1907
- Giuseppe Mor, Versi trentini, raccolti e illustrati dal dott. Enrico Quaresima, Trento, Disertori, 1922